# Johann von Viermund (Uerdingen)
Johann von Viermund (* nach 1542; † 1576) war ein deutscher kurkölnischer Amtmann und Erbvogt zu Uerdingen. Er stammte aus dem Adelsgeschlecht Virmond-Neersen.
Er war der Sohn des Johann I. von Viermund, Erbvogt von Neersen, Anrath und Uerdingen, und dessen erster Ehefrau Katharina Scheiffart von Merode. Beim Tod seines Vaters beerbte er ihn, gemeinsam mit seinem älteren Bruder Ambrosius II. Mit seinem Bruder hatte er sich bereits 1566 geeinigt das Erbe zu teilen, Ambrosius II. erhielt die Vogteien Neersen und Anrath, Johann die Vogtei Uerdingen.
Er residierte im befestigten Rittergut Haus Dreven bei Hohenbudberg.
Seit 1566 war er mit Katharina von Efferen gen. Hall verheiratet. Mit ihr hatte er eine Tochter, Elise Odilia von Viermund, die Johann von Brembt, den Amtmann von Oedt, heiratete.
Als er 1576 vom Rittergut Preut bei Kaldenhausen von einem Gelage nach Hause ritt, wurde er in der Nähe des Hauses Dreven von Leuten des Junkers Reiner von Raesfeld erschlagen. Hintergrund war ein Streit um einen erschossenen Hund.
In der Vogtei Uerdingen folgte ihm, aus dem Recht seiner Tochter Elise, deren Gatte Johann von Brembt.